# مصطفی السلطی الکراد
مصطفی السلطی الکراد (انگلیسی: Mustafa Al-Karad؛ زادهٔ ۱۶ مارس ۱۹۸۷) بازیکن هندبال سوری‌تبار اهل قطر است.